# Kwatera 301 (Budapeszt)
Kwatera 301 – kwatera na Nowym Cmentarzu komunalnym w Budapeszcie, na którym potajemnie chowano ofiary represji skazane w procesach toczących się na Węgrzech po upadku powstania węgierskiego 1956. 
Działka obejmuje teren 111,5x65 metrów, znajdują się na niej groby Imre Nagya, Jánosa Szabó, Józsefa Dudása, Ilony Tóth czy Petera Mansfelda. 